# Jean-Baptiste Rogniat
Pour les articles homonymes, voir Rogniat.
Jean-Baptiste Rogniat (6 octobre 1750, Saint-Priest - 1815, Chanas), est un homme politique français.

## Biographie
Notaire royal à Chanas au moment de la Révolution, il devint administrateur du département de l'Isère et fut élu, le 29 août 1791, député de ce département à l'Assemblée législative. Il fut membre du comité d'agriculture. 
Sous le Consulat, il devint maire de Chanas, et conseiller général de l'Isère sous l'Empire.
Il est le père du général Joseph Rogniat et du préfet Jean-Baptiste Rogniat.

## Source
- « Jean-Baptiste Rogniat », dans Adolphe Robert et Gaston Cougny, Dictionnaire des parlementaires français, Edgar Bourloton, 1889-1891 [détail de l’édition] [texte sur Sycomore]